# Jean-Charles de Folard
Jean-Charles Chevalier de Folard (* 13. Februar 1669 in Avignon; † 23. März 1752 ebenda) war ein französischer Offizier und Militärtheoretiker, der dadurch bekannt wurde, dass er bereits zu Zeiten, als die Lineartaktik in höchster Blüte stand, für die Verwendung von Kolonnen eintrat. Die Bedeutung seiner Ideen wurde jedoch erst nach seinem Tode in vollem Umfang erkannt und brachte ihm postum zeitweise den ehrenvollen Beinamen Vegetius Frankreichs ein.

## Leben

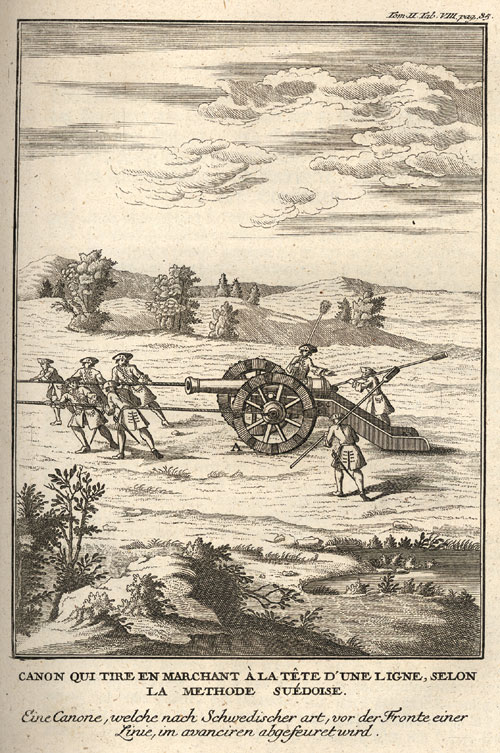
Illustration zu Folards Geschichte des Polybios

Angeblich durch die Lektüre von Caesars Gallischem Krieg animiert, lief Folard bereits früh von zu Hause weg und wurde Soldat.
Mit 33 Jahren wurde er 1702 Hauptmann und Adjutant des Herzogs von Vendome, der zu dieser Zeit die französische Armee in Italien kommandierte. 1705, inzwischen unter dem Kommando von Vendômes Bruder Philipp, erwarb er den Orden des Kreuzes vom Heiligen Ludwig für eine hervorragende Waffentat und zeichnete sich im gleichen Jahr bei der Schlacht bei Cassano  (16. August 1705) aus, in der er schwer verwundet wurde. Während der langwierigen Genesung entwickelte er seine taktischen Theorien, deren Darstellung er den Rest seines Lebens widmete.
1706 nahm er wieder seinen Dienst in Italien auf. 1708 zeichnete er sich erneut aus, diesmal durch sein Mitwirken bei den Versuchen des Herzogs von Vendôme und des Herzogs von Burgund, die eingeschlossene Festung Lille zu entsetzen. Die Versuche blieben wegen Meinungsverschiedenheiten der beiden Heerführer erfolglos. Der Umstand, dass sich Folard beider Wohlwollen erhalten konnte, kann aber als Zeugnis seines Taktes und seiner Integrität aufgefasst werden. 1709 wurde er in der Schlacht bei Malplaquet erneut verwundet und 1711 wurden seine Dienste dadurch belohnt, dass man ihn zum Gouverneur von Bourbourg machte.
Für damalige Zeit nicht ungewöhnlich, stand er später in Diensten des schwedischen Königs Karls XII. im Nordischen Krieg, nachdem er 1714 in Malta gedient hatte. 1719 wechselte er während des kurzen Krieges der Quadrupelallianz wieder in französische Dienste unter dem Herzog von Berwick.
Folard betrachtete Karl XII., dessen geniale taktische Begabung damals bereits für Aufsehen gesorgt hatte, als besten Feldherrn aller Zeiten. So begann er auch in Stockholm seine taktischen Ideen in einem Kommentar zu den Historíai des Polybios niederzuschreiben. Auf dem Rückweg nach Frankreich erlitt er Schiffbruch und verlor seine gesamten Aufzeichnungen. Unverzüglich machte er sich an die erneute Niederschrift und konnte 1724 seine Nouvelles Découvertes sur la guerre dans une dissertation de Polybe (Neue Entdeckungen über den Krieg …) veröffentlichen. 1727 bis 1730 folgten weitere taktische Veröffentlichungen unter dem Titel Histoire de Polybe traduite par. . . de Thuillier avec un commentaire de M. de Folard, Chevalier de l’Ordre de St Louis. Den Rest seines Lebens verwendete er auf die Verteidigung seiner Ideen, die heftig umstritten waren. Ohne Freunde und weitgehend unbekannt starb er 1752 in seiner Geburtsstadt Avignon.

## Werk und Wirkung
Folards militärische Schriften entwerfen keine umfassende Kriegstheorie, sondern entwickeln eine Vielzahl voneinander unabhängiger taktischer Ideen unterschiedlichen Werts. Während einige als durchaus richtungweisend gelten können, sind andere lediglich unkonventionell oder reichen auch ins Phantastische. Der Dreh- und Angelpunkt seiner Theorien, an denen sich auch der größte Teil der Kontroversen entzündete, war sein Vorschlag, die Infanterie in Kolonnen zu formieren. Er erkannte die offensichtliche Schwäche der dünnen Linien der damaligen Lineartaktik. Ausgehend von den Keil- und Kolonnenformationen der antiken Kriegführung wollte er die Feuertaktik des 18. Jahrhunderts durch den Stoß tief gestaffelter Truppen ergänzen. Die Infanteriekolonnen sollten allerdings gemeinsam mit Infanterielinien vorgehen. Außerdem ging er davon aus, dass feste Kolonnen der Schlachtordnung auch in der Abwehr größere Standfestigkeit verliehen.
Insbesondere die Polybios-Ausgabe beeindruckte Friedrich den Großen so sehr, dass er sie zur Grundlage eines eigenen, von ihm veröffentlichten Handbuches für seine Offiziere machte. Während weitere berühmte Feldherren wie Moritz von Sachsen und Guido von Starhemberg seinen Ideen grundsätzlich zustimmten und sie auch in die Praxis umsetzten, wandte sich der größte Teil des militärischen Establishments Europas gegen Folards Ideen.
Man nimmt heute an, dass seine Ideen unter anderem die geringe Reichweite und Treffgenauigkeit der damaligen Feuerwaffen reflektierten. Erst Napoleon machte jedoch von diesen Gedanken effektiven Gebrauch. Die von Folard vorgedachte Kolonnentaktik behauptete sich in Europa über mehr als ein halbes Jahrhundert und wurde erst allmählich aufgegeben, als die Weiterentwicklung der Feuerwaffen ihre weitere Anwendung verbot.

## Werke
- Nouvelles découvertes sur la guerre. Paris 1724.
- Traité de l’attaque et de la défense des places des anciens. Paris 1727/1728.
- Commentaires sur l’Histoire de Polybe. 7 Bände. Amsterdam 1735.
- Geschichte des Polyb, mit den Auslegungen und Anmerkungen des Ritters Herrn von Folard, französischen Obersten, worinnen derselbe die Kriegskunst nach allen ihren Theilen nebst seinem Lehrgebäude von der Kolonne deutlich und gründlich abgehandelt und in vielen Kupferstichen vorgestellt hat. Trattner, Wien, Prag und Triest 1759–1760.